# Crosby-on-Eden
Crosby-on-Eden maakt deel uit van de parish Stanwix Rural in Cumbria, Engeland. Crosby-on-Eden bestaat uit twee kleine dorpen: Low Crosby en High Crosby. Beiden liggen aan de rivier de Eden ten NO van Carlisle.

## Vliegveld
Tijdens de Tweede Wereldoorlog had de RAF hier een vliegveld dat werd gebruikt voor training van piloten. Na de oorlog heeft British European Airways korte tijd vluchten uitgevoerd naar Ronaldsway en Belfast. In 1947 werd het vliegveld gesloten.
In 1960 werd het vliegveld heropend als Carlisle Airport. In 2006 werd de naam veranderd in Carlisle Lake District Airport.